# 各子墓群
各子墓群，位于中国河北省石家庄市各子村一带，为石家庄市赵县的一个省级文物保护单位，类型为古墓葬，公布时间为1982年7月23日。
各子墓群的历史年代为汉代。